# اورشات
اورشات (به انگلیسی: Evershot) یک روستا و محله مدنی در بریتانیا است که در West Dorset واقع شده‌است. اورشات ۲۱۰ نفر جمعیت دارد.